# Formiguer cuafosc
El formiguer cuafosc (Drymophila malura) és una espècie d'ocell de la família dels tamnofílids (Thamnophilidae).

## Hàbitat i distribució
Viu entre la malesa del bosc del sud-est del Brasil, est del Paraguai i nord-est de l'Argentina.